# Tabanus aurivittatus
Tabanus aurivittatus är en tvåvingeart som beskrevs av Ricardo 1913. Tabanus aurivittatus ingår i släktet Tabanus och familjen bromsar. Inga underarter finns listade i Catalogue of Life.